# Clan Katakura

Mon du clan Katakura.

Le clan Katakura (片倉氏, Katakura-shi) est une famille japonaise qui prétend descendre de Fujiwara no Toshihito par Kagekado Katō. La famille apparaît dans la province de Mutsu au XIVe siècle comme subordonnée du clan Ōsaki. Mais, en 1532, elle devient obligée du clan Date et le reste jusqu'en 1872. À l'époque Sengoku, le clan Katakura prend part à toutes les campagnes majeures du clan Date. Katakura Kagetsuna, le chef de famille, devient célèbre dans tout le pays et reçoit même des félicitations de Toyotomi Hideyoshi qui lui attribue un fief (outrepassant par là le statut de Kagetsuna de vassal de Masamune Date).
Durant la période Edo, les chefs du clan Katakura sont karō héréditaires du domaine de Sendai. Leur fief personnel se trouve au château de Shiroishi, de nos jours Shiroishi.
Shigenobu Katakura, l'actuel premier prêtre du sanctuaire Aoba, est un descendant direct de cette famille.

## Source de la traduction
- (en) Cet article est partiellement ou en totalité issu de l’article de Wikipédia en anglais intitulé « Katakura clan » (voir la liste des auteurs).